# 草津・四万
草津・四万（くさつ・しま）は、東日本旅客鉄道（JR東日本）が上野駅 - 長野原草津口駅間を東北本線・高崎線・上越線・吾妻線経由で運行する特別急行列車。
本項では、吾妻線で運転されていた優等列車の沿革についても記述する。

## 概要
東京都と、群馬県吾妻郡草津町にある草津温泉を結ぶ列車。
「草津」の列車名は、1960年（昭和35年）6月に上野駅 - 長野原駅（現：長野原草津口駅）間の臨時準急列車として初めて使われた。その後1966年（昭和41年）に急行列車化され、1985年（昭和60年）3月には「白根」を統合する形で「新特急草津」として特急列車化されている。2023年（令和5年）3月には四万温泉を列車名に加え「草津・四万」に改称された。
現列車名への改称時に作成されたJR東日本の特設サイト・パンフレットでは、草津温泉（長野原草津口駅）・四万温泉（中之条駅）に加え、伊香保温泉（渋川駅）の3温泉（いずれも路線バスへの乗継が必要）を中心とした温泉観光への利用が提言されている。

## 運行概況
2024年（令和6年）3月16日ダイヤ改正時点では、平日に2往復、土休日に3往復運行されている。下りは朝ラッシュ終わりから昼にかけて、上りは午後の日中時間帯に設定されている。また、多客期のみ運行する臨時列車が2往復あり、うち1往復は2023年（令和5年）3月から上野東京ライン経由で東京駅発着として運行されている。
土休日の31・34号を除く列車は2010年（平成22年）12月4日ダイヤ改正で「水上」の定期運転が廃止されるまでは、上野駅 - 新前橋駅間で特急「水上」と併結した14両編成で運転されており、その後も上野駅 - 新前橋駅間で14両編成による運行が行われ、いずれの場合も新前橋駅で増解結が行われていた。なお、分岐点である渋川駅ではなく新前橋駅で「水上」との増解結を実施した理由は、作業要員の合理的な配置を行うため（新前橋駅には高崎車両センターが併設されており、作業員が常駐している）。2012年（平成24年）3月17日ダイヤ改正で「草津」の14両編成の運用が廃止された。
過去には全車指定席の臨時列車「草津白根」が運転されたことがあった。末期には年間を通じて土曜休日のみ定期的に運行され、最混雑期には、これに平日の運転を追加する形態となっていた。
2015年（平成27年）11月には、大船駅発着（湘南新宿ライン経由）の臨時列車（73・74号）が運転され、2016年（平成28年）1月・2月にも停車駅を減らして同ルートの臨時列車（71・72号）が運転されている。
利用者減少のため、2016年（平成28年）3月26日のダイヤ改正をもって長野原草津口駅 - 万座・鹿沢口駅間の定期運転が終了した。その後は多客期の臨時列車のみ万座・鹿沢口駅に乗り入れる形となっていたが、2017（平成29）年度以降は乗り入れ実績がない。

### 停車駅
上野駅 - 赤羽駅 - 浦和駅 - 大宮駅 - 熊谷駅 - 高崎駅 - 新前橋駅 - 渋川駅 - 中之条駅 - 長野原草津口駅
- 2017年（平成29年）3月4日のダイヤ改正で停車駅が統一され、同日以降、定期・臨時列車ともにすべて同じ停車駅となった（かつては、上尾駅・桶川駅・鴻巣駅・深谷駅・本庄駅・新町駅・群馬原町駅・小野上温泉駅・川原湯温泉駅に停車していた列車があった）。
- 万座・鹿沢口駅まで運行していた時代は、終了直前の時点で長野原草津口駅との間に停車駅はなかった。

### 使用車両・編成
2023年（令和5年）3月18日のダイヤ改正より、大宮総合車両センター所属のE257系（5両編成・全車普通車指定席）が使用されている。なお、同じ高崎線を走行する特急「あかぎ」とは異なり、座席未指定券制度は導入していない。
一部臨時列車では、勝田車両センター所属のE653系が使用されることもある。
「新特急草津」としての運行開始時点では185系が使用されていたが、2014年（平成26年）3月15日のダイヤ改正で全定期列車が651系による運転となった。両形式を使用していた時代は、グリーン車指定席および普通車自由席も設定されていた。

## 吾妻線優等列車沿革
- 1960年（昭和35年）6月1日：臨時準急列車として「草津」が上野駅 - 長野原駅（現在の長野原草津口駅）間で運転開始。
  - 運行当初は80系電車を使用し、電化されていない長野原線内ではC11形蒸気機関車またはC58形蒸気機関車に牽引されていた。
- 1961年（昭和36年）10月1日：名称をひらがな書きの「くさつ」に変更し、毎日運転になる。また、臨時列車として気動車準急列車の「上越いでゆ」「草津いでゆ」が運行される。
- 1962年（昭和37年）
  - 6月10日：「くさつ」が定期列車化され、再度「草津」に名称を変更。気動車で運転されるようになる。
  - 7月：ダイヤ改正により2往復は「草津」、1往復は「草津いでゆ」の3往復体制になる。
- 1966年：「草津」が急行列車化。
- 1967年：長野原線の電化により「草津」・「草津いでゆ」を電車化し、長野原線の急行列車を「草津」に統一。この改正で使用車両を165系電車に変更。定期・不定期列車を含めて6往復で、定期列車の1往復は長野原線内普通として運転。
- 1971年（昭和46年）
  - 3月7日：「草津」の運行区間を万座・鹿沢口駅まで延長。毎日運転の定期列車は1日5往復で、うち1往復（上り一番列車と下り最終列車）は吾妻線内快速として運転。
    - 快速列車の吾妻線内の停車駅は、万座・鹿沢口、羽根尾、長野原、川原湯、岩島、群馬原町、中之条、小野上、渋川

  - 4月20日：吾妻線初の特急列車として、臨時特急「白根」が157系電車により運転開始。
- 1975年（昭和50年）12月：「白根」の使用車両を183系電車に変更。
- 1982年（昭和57年）
  - 3月：新前橋電車区に新製配置された185系電車が「草津」の一部で運用を開始する。
  - 11月15日：ダイヤ改正により、「白根」が「草津」の一部を編入し定期列車化。急行「草津」1往復と特急「白根」4往復の体制となる（朝の上り「白根2号」と夜の下り「白根7号」は吾妻線内快速として運転）。「草津」は165系電車、「白根」は185系電車での運行となった。

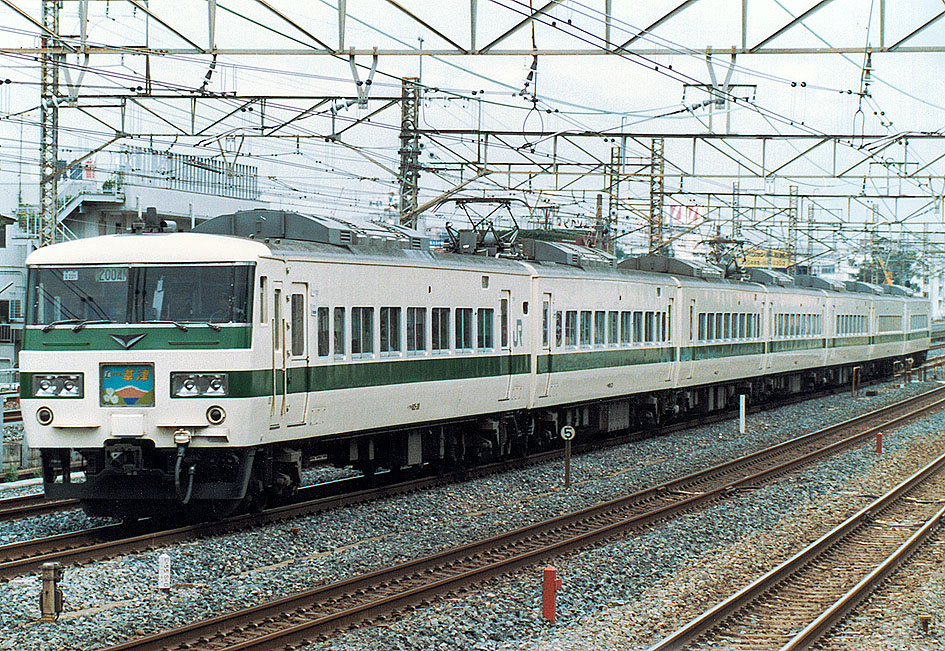
185系「新特急草津」

- 1985年（昭和60年）3月14日：「草津」が特急列車化（エル特急に指定）され、「白根」と統合されて「新特急草津」となる。使用車両は185系電車に統一された。
  - 「新特急草津」は4往復体制、単独運転の上り2号と下り7号は吾妻線内快速として運転（快速列車の吾妻線内の停車駅は急行時代と同じ）。普通車両は全車自由席。但し、臨時列車の「新特急草津」53・54号は単独運転でも指定席があった。
  - 浦和駅、上尾駅、桶川駅、新町駅、群馬原町駅が新たに停車。
- 1986年（昭和61年）：浦和駅と上尾駅が全便停車。
  - 上尾駅全便停車は1989年（平成元年）改正前まで。
  - 鴻巣駅に新規停車。
- 1988年（昭和63年）3月13日：「草津7号」の吾妻線内が普通列車化される。
- 1989年（平成元年）3月11日：「新特急草津」7号が長野原駅行きに短縮される（吾妻線内は普通列車とし、多客期のみ長野原駅 - 万座・鹿沢口駅間を臨時普通列車として延長運転）。ペアで併結運転している「新特急谷川」と号車番号が差し替えになり、8号車から14号車になる。
- 1992年（平成4年）：小野上温泉駅開業により、同年以降は温泉・イベントシーズン時に小野上温泉駅に臨時停車するようになる。
- 1997年（平成9年）3月：ダイヤ改正により、万座・鹿沢口駅までの臨時普通列車運用が消滅。
  - 10月1日：この日より、「草津2号」（吾妻線内快速）の吾妻線内の停車駅に郷原駅と金島駅が追加される。
  - 号数の割り振りが「新特急水上」と「新特急草津」との通しで割り振られる。
  - 10月：臨時特急「マリンシティ草津」が横浜駅 - 万座・鹿沢口駅間で運転される（幕張電車区の183系電車6両編成。この列車は翌年も新前橋電車区の185系電車で運転された）。
- 1998年（平成10年）：臨時列車の一部で183系・189系電車が使用される。
- 2002年（平成14年）12月1日：エル特急・新特急の名称廃止[9]。列車名は全て「草津」となる。

- 2005年（平成17年）

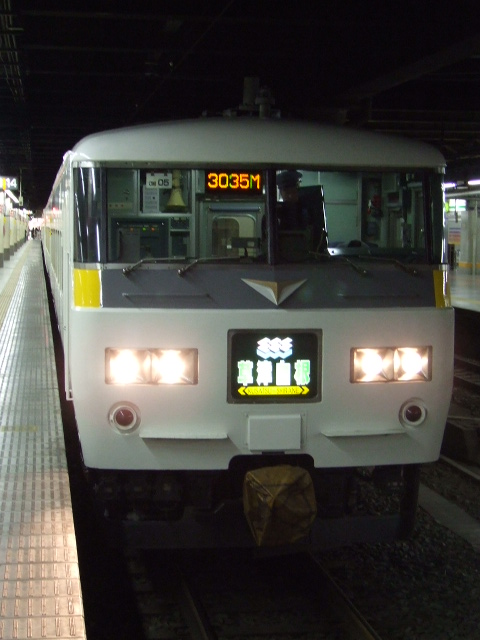
185系「草津白根」

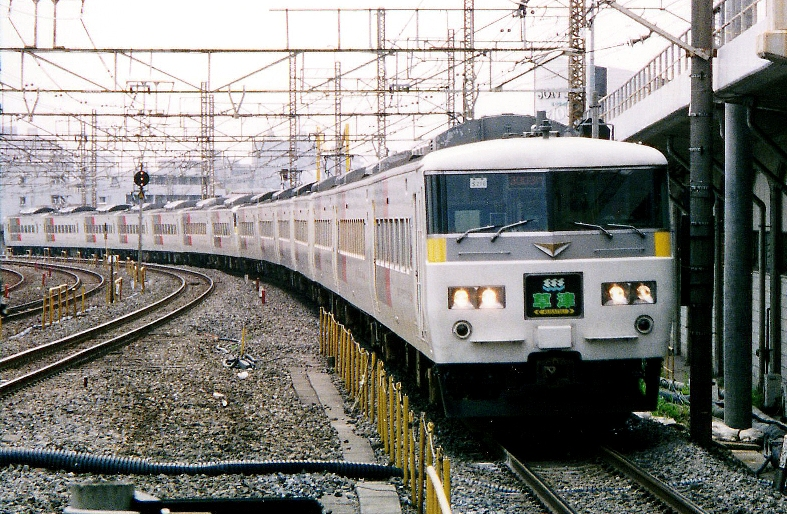
「草津」と「水上」の併結運転

  - 10月 - 11月：新宿駅発着の「四万草津」が運転される。
  - 12月10日：「草津白根」が土曜・休日運転の定期列車になる（全車指定席）。
- 2006年（平成18年）3月18日：草津7号が全区間特急扱いとなる（長野原草津口行き）。
- 2007年（平成19年）
  - 3月18日：ダイヤ改正により、以下の通り変更。

  1. 早朝上りの2号（万座・鹿沢口駅6時59分発、吾妻線内快速）と夜の最終下り7号（上野駅19時発）の廃止により3往復体制となる。これにより「あかぎ」との併結が解消。
  2. 「草津白根」が「草津」に統合されて廃止（「草津31・32号」となり、全車指定席ではなくなる）。
  3. 全車両禁煙化。

  - 11月：新宿駅発着の「あがつま草津」が運転される。

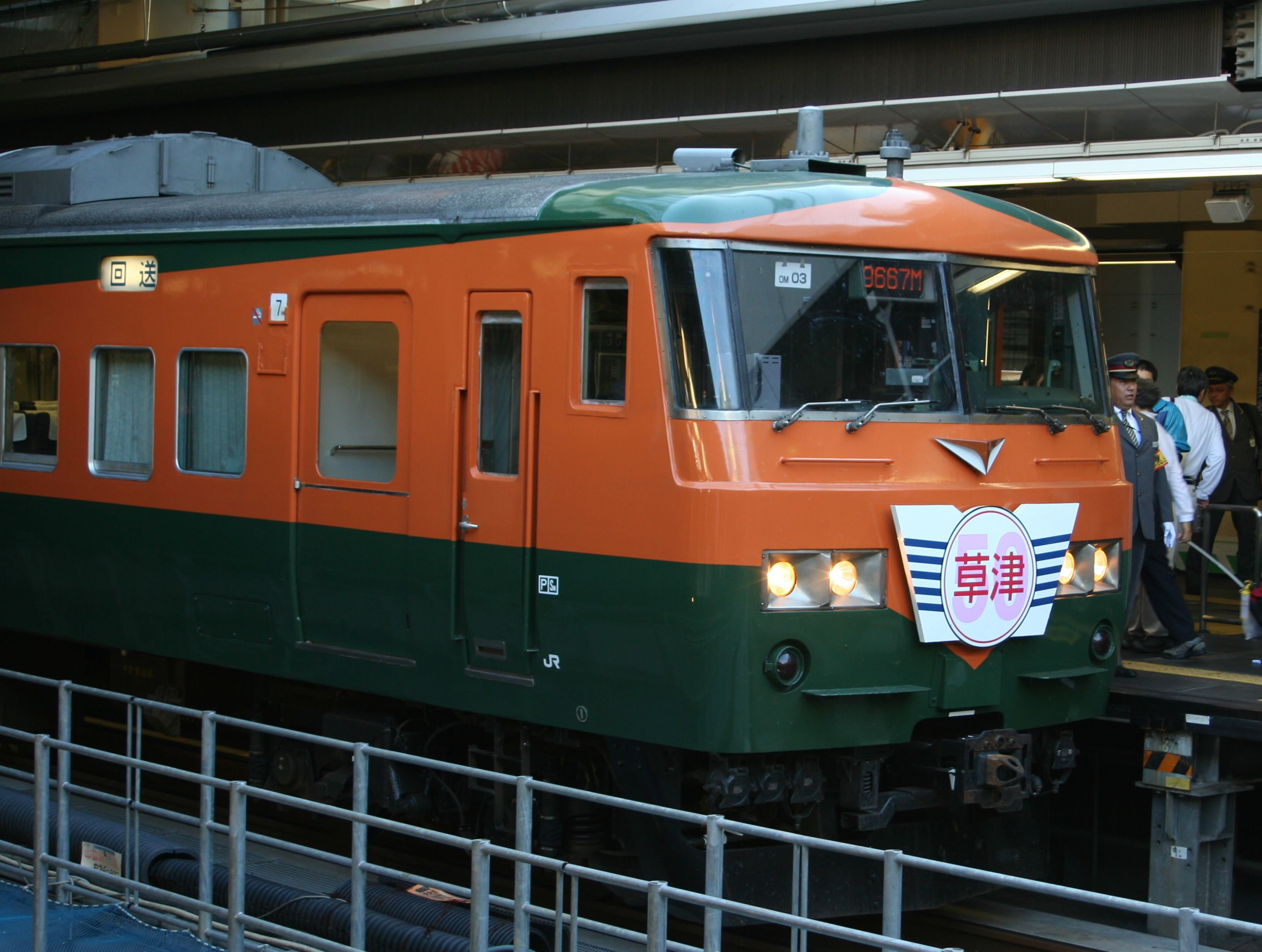
50周年のヘッドマークを取り付けた185系OM03編成

- 2010年（平成20年) 9月：「草津」の列車名が50周年を迎えたのに合わせて「特急草津号50周年感謝キャンペーン」を実施。大宮総合車両センター所属の185系電車OM03編成が80系電車を模した湘南色に塗り替えられ、運用に就いた（車両は「あかぎ」「水上」と共通運用のため、両列車でも見られた）。

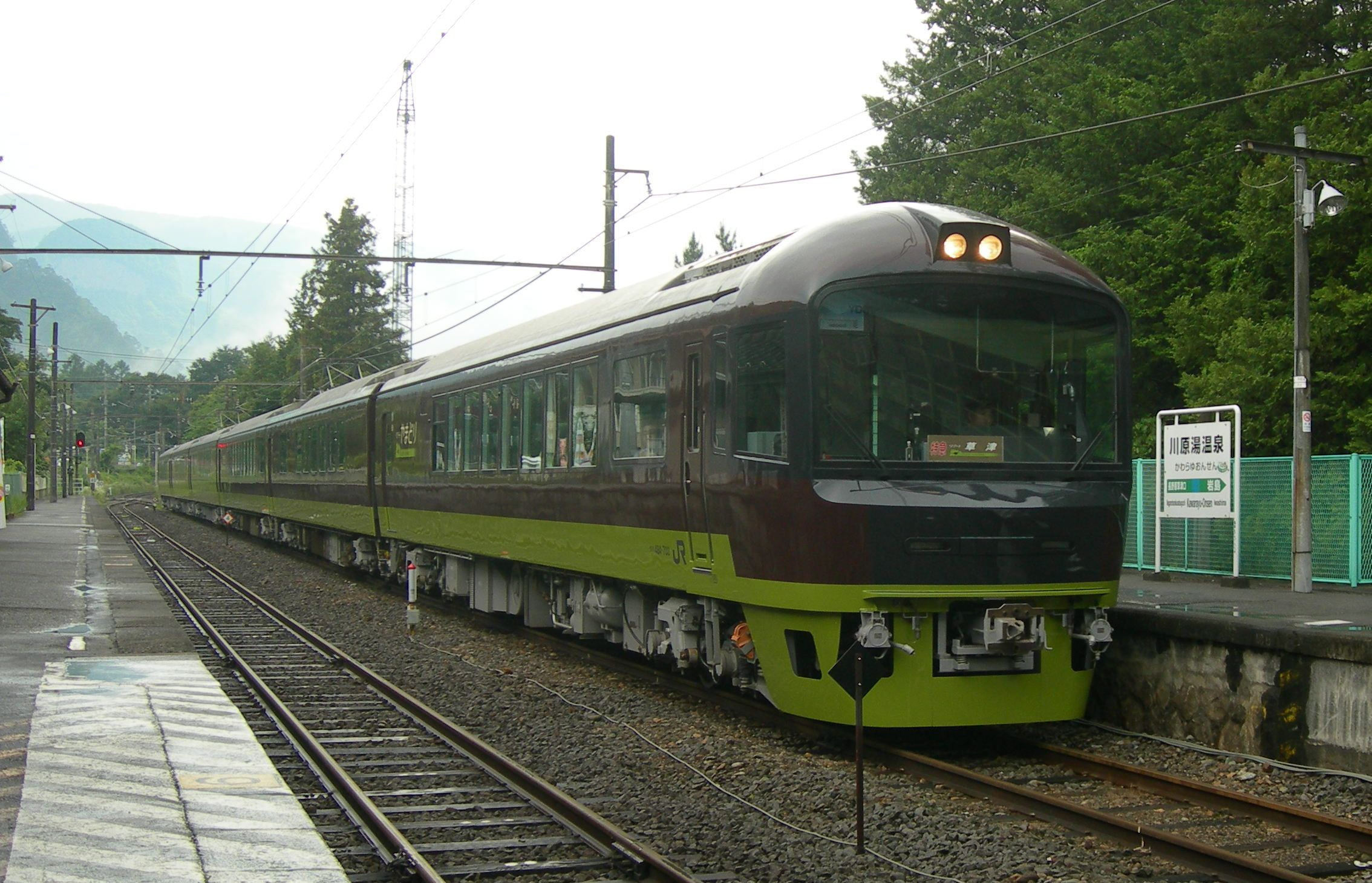
485系「リゾート草津」

- 2011年（平成23年）7月 - 9月：485系電車「リゾートやまどり」を使用した新宿駅発着の臨時特急「リゾート草津」が運転される。
- 2012年（平成24年）3月17日：ダイヤ改正で下り1号（上野駅7時20分発）・上り6号（万座・鹿沢口駅16時24分発）が廃止となり、毎日運転の列車は2往復（土休日のみ3往復）となる。また上野駅 - 新前橋駅間での「水上」との併結運行が廃止となり、全列車が全区間で7両編成での運行となる。

- 2014年（平成26年）

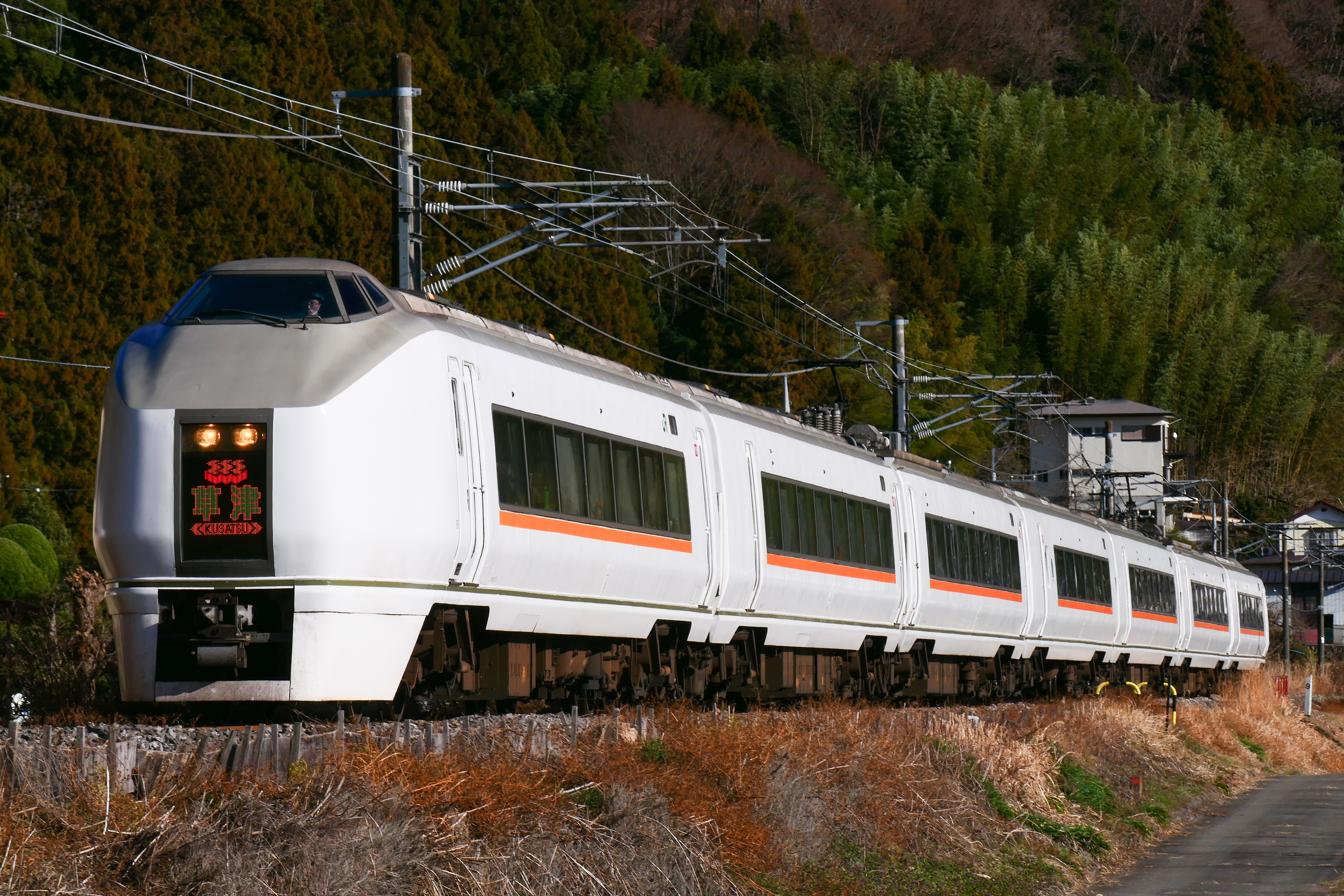
651系「草津」

  - 3月15日：ダイヤ改正で使用車両が651系に置き換えられる。
  - 9月25日 - 30日：八ッ場ダム建設に伴う吾妻線岩島駅 - 長野原草津口駅間線路切り替え工事のため、全列車が全区間で運休。
- 2015年（平成27年）
  - 11月7日：「草津73・74号」を、大船駅 - 長野原草津口駅間で湘南新宿ライン経由で運転。同73号は11月7・14日、同74号は11月8・15日の合計4日間。「草津」としての新宿乗り入れは4年ぶり、新宿以南の運行は17年ぶり。
- 2016年（平成28年）
  - 2月：臨時増発の下り「草津93号」を運転（2月12日・2月19日・2月26日）、ただしグリーン車はなく、この93号に限り従来の185系200番台6両を使用。185系使用による「草津」が約2年ぶりに3日間のみ復活した[10]。
  - 3月26日：ダイヤ改正により区間短縮が行われ、長野原草津口駅 - 万座・鹿沢口駅間の定期運行が廃止となる[5]。なお、ダイヤ改正当日の3月26日は下り「草津83号」が、翌日の3月27日は上り「草津84号」が上野駅 - 万座・鹿沢口駅間で臨時運転された。以後は多客期の特定日のみ延長運転される。
- 2017年（平成29年）
  - 3月4日：ダイヤ改正で停車駅の統一を実施。高崎線内の停車駅は大宮駅・熊谷駅・高崎駅となり、吾妻線内では群馬原町駅と川原湯温泉駅が通過駅となった。
- 2018年（平成30年）
  - 3月24日：「草津71・72号」を、大船駅 - 長野原草津口駅間で上野東京ライン経由で運転（大船駅 - 品川駅間は品鶴線経由）。同71号は3月24・31日、同74号は3月25日・4月1日の合計4日間[11]。
- 2019年（平成31年）
  - 3月15日：車内販売を終了[12]。
- 2021年（令和3年）
  - 3月13日：臨時列車が全車指定席となる[13]。
- 2023年（令和5年）
  - 1月28日・29日:「はちおうじ草津」を、八王子駅 - 長野原草津口駅間で中央本線・武蔵野線経由で運転。下りは1月28日、上りは1月29日の合計2日間。
  - 3月18日：列車名を「草津・四万」に変更[注釈 1]。使用車両をE257系に変更し、全列車が5両編成・全車普通車指定席となる[6][7]。

列車名の由来
- 「白根」：草津温泉が麓にあたる草津白根山に由来する。